# Sebastião Alba
Dinis Albano Carneiro Gonçalves, amb el pseudònim Sebastião Alba (Braga, 11 de març de 1940 - 14 d'octubre de 2000) fou un escriptor naturalitzat moçambiquès. Pertany a la jove onada d'autors de la literatura moçambiquesa.

## Biografia
Va néixer a Braga, on viure durant uns anys. Cap el 1950 es traslladà amb la seva família a Moçambic, on hi va viure fins al 1984. Aquell any va tornar a Portugal i es tornà a establir a Braga. A Moçambic es va formar en periodisme, va donar classes en diverses escoles, i es casà amb una nativa.
El 1965 va publicar Poesias, inspirat en la seva pròpia biografia. Un dels seus primers poemes fou Eu, a canção. Els seus tres llibres ocuparen una posició destacada en l'àmbit cultural de Braga.
Va morir als 60 anys, atropellat en una carretera. Deixà una nota dirigida al seu germà: "'Si alguna vegada troben el teu germà Dinis, la identificació serà fàcil de comprovar: dues sabates, la roba i uns papers que la policia no entendrà".

## Obres publicades
- Poesias, Quelimane, Edição do Autor, 1965.
- O Ritmo do Presságio, Maputo, Livraria Académica, 1974.
- O Ritmo do Presságio, Lisboa, Edições 70, 1981.
- A Noite Dividida, Lisboa, Edições 70, 1982.
- A Noite Dividida,(O Ritmo do Presságio / A Noite Dividida / O Limite Diáfano), Lisboa, Assírio e Alvim, 1996.
- Uma Pedra Ao Lado Da Evidência, (Antologia: O Ritmo do Presságio / A Noite Dividida / O Limite Diáfano + inédito), Porto, Campo das Letras, 2000.
- Albas, Quasi Edições, 2003